# Neuma

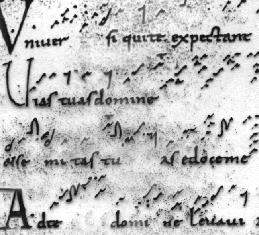
Os primeiros neumas, apenas com marcas junto das palavras. Fragmento de Laon, Metz, meados do século X

Neumas são os elementos básicos do sistema de notação musical antes da invenção da notação de pautas de cinco linhas.
A notação musical começou por surgir primeiro com a função de auxiliar a memória de quem cantava e só mais tarde se tornou cada vez mais precisa. Primeiramente, eram colocadas pequenas marcas junto das palavras indicando o tipo de movimento sonoro a cantar. Essas marcas chamavam-se neumas e dividiam-se em dois grupos:
- virga, quando o movimento musical era ascendente,
- tractulus, quando o movimento musical era descendente
- o raramente usado gravis quando era muito descendente,
- e o punctum, utilizado muitas vezes no meio de neumas menos simples como o os de dois sons (podatus e clivis) e de três ou mais sons (torculus, porrectus, scandicus e climacus).

Existiam também algumas alterações aos neumas, como o subpunctis, o resupinus, e o flexus. Existiam também vários sinais de pequenas alterações rítmicas, melódicas, ou interpretativas, assinaladas com letras. Neste sistema, o cantor tinha de conhecer previamente as músicas. Mais tarde, foram sendo implantadas linhas, no sistema musical, até chegar a um conjunto de quatro. Esta forma musical foi muito utilizada na Idade Média. Só mais tarde foram implantadas cinco linhas.